# Kazimir Malevitsj
Kazimir Severinovitsj Malevitsj (Russisch: Казими́р Севери́нович Мале́вич; Oekraïens: Казимир Северинович Малевич; Wit-Russisch: Казіме́р Мале́віч; Pools: Kazimierz Malewicz; Duits: Kasimir Malewitsch; Engels: Casimir Malevich) (Kiev, 23 februari 1879 - Leningrad, 15 mei 1935) was een Russisch en Sovjetkunstschilder die grote bekendheid in West-Europa kreeg als docent en als theoreticus van het constructivisme en het suprematisme.

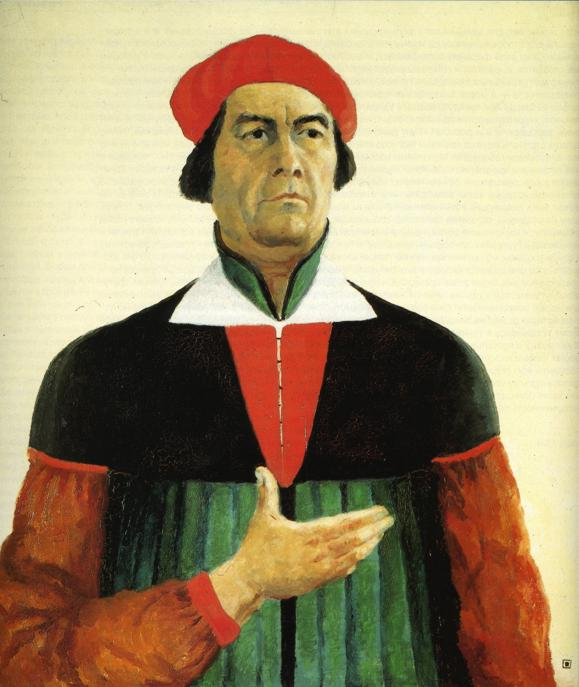
Zelfportret, 1933, Russisch Museum, St-Petersburg

## Biografie

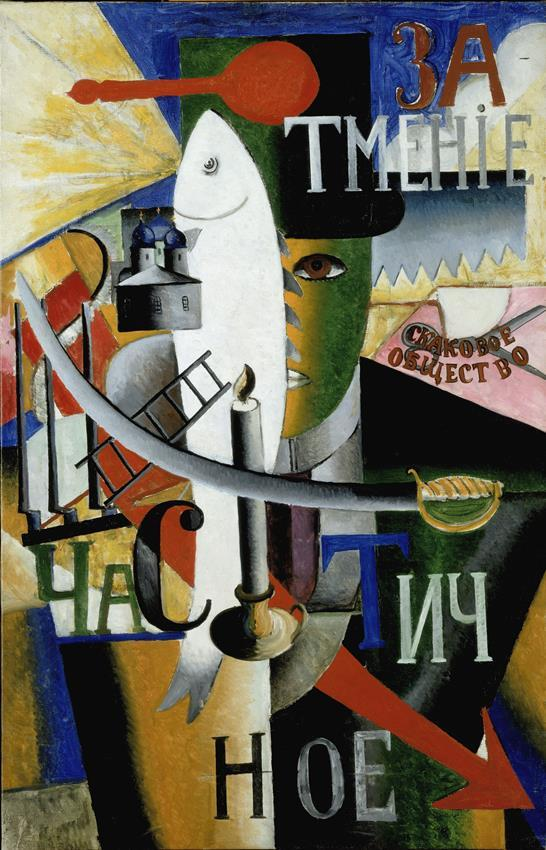
Engelsman in Moskou, 1914, Stedelijk Museum Amsterdam

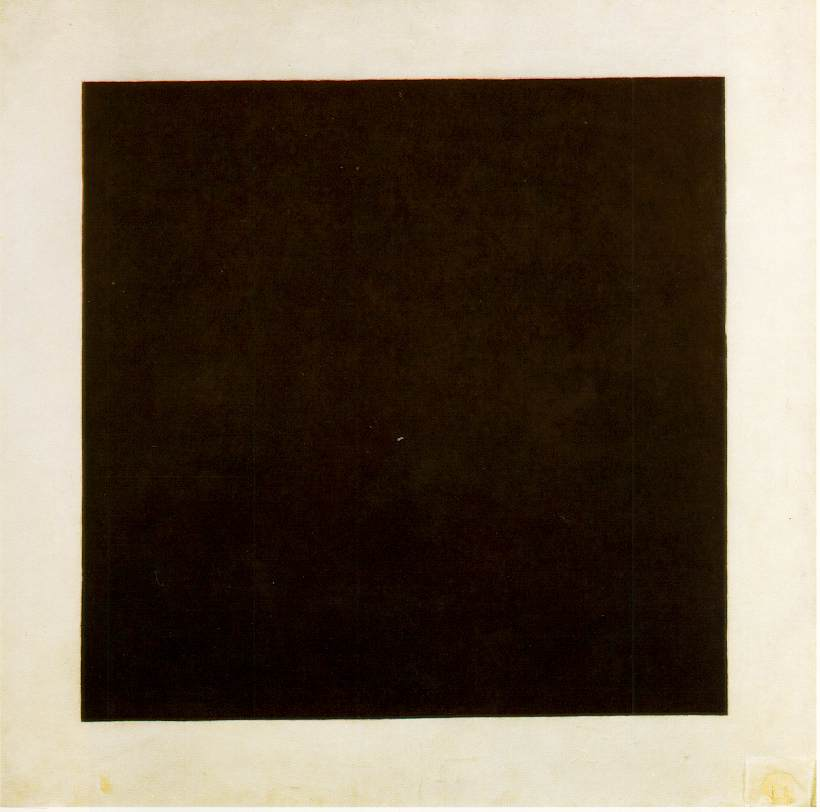
Kazimir Malevitsj, Zwart vierkant, 1915, Russisch Museum, St. Petersburg

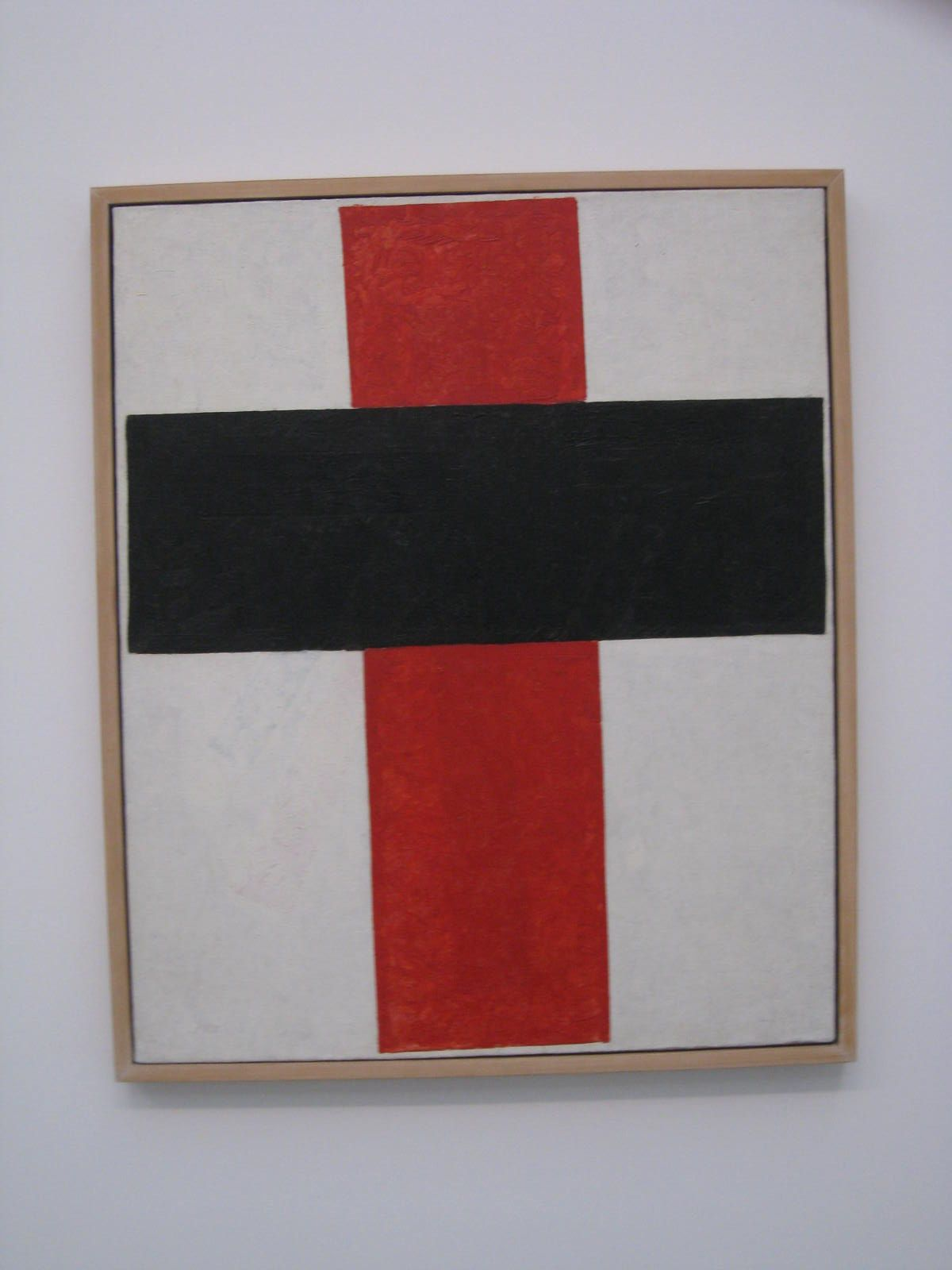
Kazimir Malevitsj, Suprematistisch kruis, 1920-21, Stedelijk Museum Amsterdam

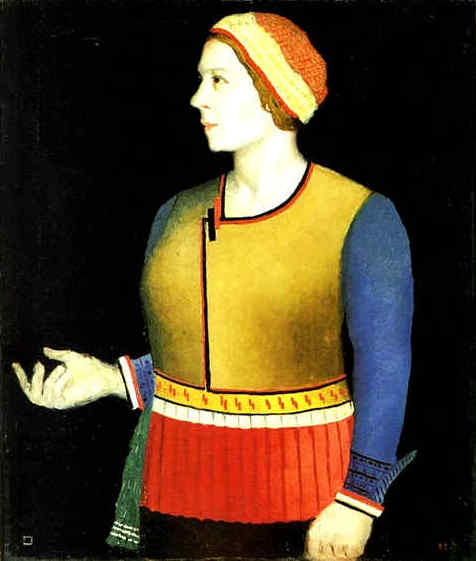
Portret van de vrouw van de kunstenaar, 1933, Russisch Museum, St. Petersburg

Kazimir Severinovitsj Malevitsj was een schilder en een kunsttheoreticus, pionier van geometrische abstracte kunst en een van de belangrijkste leden van de Russische avant-garde.
Malevitsj werd geboren in de buurt van Kiev in Oekraïne, destijds in het Keizerrijk Rusland. Zijn ouders, Seweryn en Ludwika Malewicz, waren Pools. Zijn vader was de manager van een suikerfabriek. Kazimir was oudste van veertien kinderen. Zijn familie verhuisde regelmatig en hij bracht het grootste deel van zijn jeugd in de dorpen van het toenmalige gouvernement Kiev naast suikerbietplantages door, ver van de culturele centra.
Tot zijn 12e of 13e wist hij niets van de professionele kunstenaars, hoewel de kunst van de boeren hem in zijn kinderjaren had omgeven. Hij was verrukt van het boerenborduurwerk, en van de bewerkte muren en fornuizen. Zelf kon hij in de boerenstijl schilderen. Van 1895 tot 1896 studeerde hij schilderen in Kiev, waar hij les kreeg van Mykola Pymonenko. In 1904, na de dood van zijn vader, vertrok hij naar Moskou. Hij studeerde hier van 1904 tot 1910 aan de Hogeschool voor Schilderkunst, Plastiek en Architectuur. In dat laatste jaar nam hij ook deel aan de avant-gardistische tentoonstelling Ruiten Boer.
In 1919 gaf Malevitsj les aan de Volkskunstschool in Vitebsk in Belarus, waar hij samen met een aantal collega-docenten en leerlingen zijn gedachtegoed verder uitwerkte in de kunstenaarsvereniging Unovis. Later zou dit in Petrograd voortgezet worden in het instituut Ginchoek.
Met zijn theoretiserende opvattingen kwam hij terecht in de architectuur en de industriële vormgeving en aldus belandde hij ten slotte, in 1927, te Berlijn bij het Bauhaus, om zijn verhandelingen te publiceren op de Berliner Große Kunstausstellung.
Hij overleed in 1935 op 56-jarige leeftijd aan kanker. Malevitsj wilde dat zijn as onder een eik in de kunstenaarskolonie Nemchinovka zou worden bijgezet. Hij kwam graag in dit dorp aan de rand van Moskou. Zijn vrienden markeerden het graf onder de eik met een zwart vierkant. De eik en het abstracte monument met de as van de schilder zijn later spoorloos verdwenen. Op de met moeite teruggevonden plek werden in 2013 appartementen gebouwd. 

## Stijl, invloeden, politiek
Hoewel in de eerste decennia van de 20e eeuw stijlwisselingen in de kunst, en ook bij individuele kunstenaars, eerder regel dan uitzonderingen waren, kan dit bij Malevitsj het kenmerk van zijn (vroege) carrière worden genoemd. Dat maakt hem als schilder bijzonder interessant. 
Oorspronkelijk vertoonde Malevitsj' werk impressionistische en symbolistische kenmerken, maar na 1910 koos hij voor een geometrische vormontleding, die hij combineerde met een lyrisch kleurenbeeld en die zou leiden tot de bekende futuristische figuratie van de kunstenaar. Zijn kegel- en cilindervormige figuren vinden we terug bij de Franse Fernand Léger, die rond dezelfde tijd leefde en werkte.
Van 1912 tot en met 1914 schilderde Kazimir Malevitsj kubistische schilderijen, waarvan enkele opvallende overeenkomsten vertonen met de werken van Pablo Picasso en Georges Braque. Hij behoorde met hen tot de grondleggers van de abstracte kunst. Malevitsj was protagonist van de Russische avant-garde, die tussen 1912 en 1920 duizelingwekkende stijlveranderingen onderging en liet zien. Die ontwikkeling - zowel van Russische kunst als persoonlijk van Malevitsj - is niet los te zien van de politieke stormen van die tijd: de Eerste Wereldoorlog en de Oktoberrevolutie. En vervolgens de opkomst van het stalinisme met al zijn restricties.
Malevitsj' bekendste werken behoren tot het door hem gemunte suprematisme met een betrekkelijk korte bloeiperiode van circa 1915-1920. Interessant is hoe hij lijkt te hebben geworsteld met de lancering van deze stijl en de afronding ervan. 
Er waren contacten en wederzijdse invloeden van Malevitsj met de vertegenwoordigers van het Russisch futurisme. Met Aleksej Kroetsjonych (Kruchonykh) werkte hij samen voor de futuristische opera-uitvoering Victory over the Sun (1913), waarvoor Malevitsj de kostuums en decors ontwierp. Inmiddels had Vladimir Majakovski in 1912 de futuristische publicatie Een klap in het gezicht van de publieke smaak, het licht doen zien - de titel laat weinig te raden over inhoud en boodschap. Deze publicatie wordt wel beschouwd als de Russische variant van het futuristisch manifest (1909). Het staat los van het suprematistisch manifest van Malevitsj uit 1915.
December 1915 publiceerde Malevitsj dit Suprematistisch Manifest met de titel "Via Kubisme en Futurisme tot Suprematisme: het nieuwe Realisme in de Schilderkunst". In zijn manifest definieerde Malevitsj het suprematisme, als "de absolute macht van de beeldende expressie". Malevitsj: "Onder suprematisme versta ik de suprematie van de zuivere ervaring in de beeldende kunst", het scheppen van een nieuwe werkelijkheid. Het had ook een religieuze lading voor hem. Hij heeft diverse uitspraken gedaan hoe God in zijn werken was te zien of er betekenis aan gaf.
De directe aanleiding voor publicatie van zijn Manifest was in 1915 de laatste futuristische schilderijententoonstelling 0.10 in Sint-Petersburg (toen Petrograd). Daar waren een dertigtal suprematistische schilderijen van zijn hand te zien; voor het eerst werd Zwart vierkant getoond. Het vormde voor Malevitsj een keerpunt, maar ook voor zijn publiek. De werken vormden een radicale breuk met wat de toeschouwers ooit gezien hadden. Publiek en critici waren verbijsterd.
Er zijn aanwijzingen dat Malevitsj zijn Zwarte Vierkant, maar ook de Zwarte Cirkel, al in 1913 heeft vervaardigd, maar pas in 1915 bij de baanbrekende tentoonstelling in Petrograd wilde prijs geven. Zoals gezegd kon hij op die tentoonstelling al meteen 30 suprematistische werken laten zien, waarvan enkele dus waarschijnlijk zijn gepostdateerd.
In het werk de suprematistische compositie uit 1916 gebruikte Malevitsj rechthoeken in zwart, wit en primaire kleuren. Er is een strenge verdeling van vormen en kleuren. Malevitsj gebruikte meer soorten rechthoeken. Hij gebruikte ook mengkleuren van de primaire kleuren. Hij gebruikte  verschillende tonen rood en geel. Hij zette ook bijna alles schuin; de rechthoeken staan gekanteld. in zijn gebruik van geometrische vormen beperkte hij zich dus niet tot horizontale en verticale lijnen en vormen, zoals we bijvoorbeeld kennen van Piet Mondriaan.
Net zo opvallend als zijn suprematistische start, is dat Malevitsj al in 1919, voor het eerst een toespeling maakte op het einde van 'zijn stroming'. En korte tijd later (1920) verklaarde hij het obsoleet en dood; hij zwoer in bredere zin abstracte kunst af. Dat afscheid begon mogelijk al in 1918 met de productie van werken met witte vormen tegen een witte achtergrond: 'de witte volmaaktheid van het niets' was bereikt. Vervolgens verschenen er in volgorde nog een aantal werken met kruizen. Het 'Wit Suprematistisch Kruis' in 1920 leek de afronding te vormen van het suprematisme. Maar pas in 1921 rondde hij het 'Hiëratisch Suprematistisch Kruis' af, om in 1923 te eindigen met het 'Zwarte Kruis'. Daarmee was de cirkel naar het 'Zwarte Vierkant' uit 1915 gesloten. Derhalve zijn de feiten, na de verklaringen van Malevitsj dat hij in 1919-1920 afstand zou nemen van het suprematisme, dat hij nog enkele jaren bleef terugkeren naar de vormentaal, waaraan zijn naam zo zeer was verbonden. Wellicht viel een “harde breuk” met zijn uitvinding hem zwaar, en belandde hij in een fase van ambivalentie en herinterpretatie: zijn penseel was minder streng dan zijn pen. Desalniettemin vond hij vervolgens de weg terug naar figuratieve kunst. En in zijn laatste jaren raakte hij zelfs gefascineerd door het Renaissance-portret; er ontstonden toen uitgebalanceerde portretten, o.a. van hemzelf en van zijn vrouw.
Na het suprematisme wordt de schilderperiode tot 1930 wel aangeduid als pseudo-realisme of post-revolutionair. Met de opkomst van het stalinisme en de ommezwaai door de officiële Sovjetkunst-politiek, werd na 1928 het werk van Malevitsj als 'decadent' geclassificeerd. Tegen wil en dank ging hij nog enige tijd mee in het opgelegde sociaal realisme. Dit was gekenmerkt door min of meer figuratieve schilderijen die als gewenst onderwerp het boerenleven hadden, opgebouwd met heel elementaire vormen. Deze Russische periode roept associaties op met de dwingende visie die het Nazi-regime enige jaren later oplegde aan kunstenaars, met repressie van de daar als Entartete Kunst aangeduide werken. Beide regimes zagen kunst als een middel tot 'opvoeding' van het volk; kunst moest eenduidig en nationalistisch zijn, en zeker geen persoonlijke overtuigingen uitstralen.
Malevitsj uitte in zijn werk toch kritiek op het regime. In 1930 werd hij gearresteerd en bleef enkele maanden gevangen. Daarna viel hij definitief in ongenade. Zijn werken werden in beslag genomen en de verkoop van zijn kunst werd verboden. Ook mocht hij nog maar beperkt lesgeven. Zijn laatste jaren bracht hij door in betrekkelijke armoede en was deels afhankelijk van vrienden en sympathisanten.
Veel hedendaagse kunstenaars voelen zich ingebed in de traditie van Malevitsj of verwijzen impliciet of soms ironisch in hun werk naar deze baanbrekende kunstenaar.

## Musea
Het Stedelijk Museum te Amsterdam bezit een uitgebreide collectie van zijn werk. De Malevitsjcollectie omvatte 68 werken, waaronder 29 schilderijen, zes gouaches, vijftien tekeningen en een serie 'theoretische kaarten'.
Eind april 2008 raakte bekend dat het museum vijf schilderijen uit de Malevitsjcollectie afstond aan de erfgenamen van de schilder. Hierdoor kwam een einde aan een geschil dat reeds zo'n 40 jaar voortsleepte. In 1927 liet de schilder deze werken in Berlijn achter bij architect Hugo Häring, die de werken wederrechtelijk verkocht aan het Stedelijk Museum. De vijf schilderijen waarvan sprake is, zijn het kubistische Schrijftafel en kamer (1913) en vier abstracte, suprematistische doeken die Malevitsj tussen 1915 en 1922 schilderde: Suprematisme (Voetbalspeler), Suprematisme, achttiende constructie, Blauw vierkant op paarse balk en Zwart kruis op rood ovaal.
Verder bezitten de volgende musea werk van de kunstenaar:
- California Palace of the Legion of Honor in San Francisco
- Guggenheim Museum (New York) en Museum of Modern Art in New York[6]
- Museum of Fine Arts in Houston
- National Gallery of Australia in Canberra
- Peggy Guggenheim Collection in  Venetië[7]
- Russisch Museum in Sint-Petersburg
- Museum Ludwig in Keulen

## Schilderijen (selectie)
- 1912 Morning in the Country after Snowstorm
- 1912 The Woodcutter
- 1912-13 Reaper on Red Background
- 1914 The Aviator
- 1914 An Englishman in Moscow
- 1914 Soldier of the First Division
- 1915 Black Square and Red Square
- 1915 Red Square: Painterly Realism of a Peasant Woman in Two Dimensions
- 1915 Suprematist Composition
- 1915 Suprematist Composition: Airplane Flying
- 1915 Suprematism (1915)
- 1915 Suprematist Painting: Aeroplane Flying
- 1915 Suprematism: Self-Portrait in Two Dimensions
- 1915-16 Suprematist Painting (Ludwigshafen)
- 1916 Suprematist Painting (1916)
- 1916 Supremus No. 56
- 1916-17 Suprematism (1916-17)
- 1917 Suprematist Painting (1917)
- 1919 Composition of Combined Suprematist Elements
- 1928-32 Complex Presentiment: Half-Figure in a Yellow Shirt
- 1932-34 Running Man

Zie ook: lijst met schilderijen van Kazimir Malevitsj.
Op 4 november 2008 werd de Suprematistische compositie (1916) uit de collectie van het museum bij Sotheby's geveild voor 47 miljoen euro.

## Tentoonstellingen (selectie)
- Kazimir Malevitsj Retrospectief van 5 maart tot 28 mei 1989 in het Stedelijk Museum te Amsterdam
- Kasimir Malewitsch und der Suprematismus in der Sammlung Ludwig van 5 februari tot en met 22 augustus 2010 in Museum Ludwig in Keulen
- Kazimir Malevitsj en de Russische avant-garde van 19 oktober 2013 tot 2 februari 2014[8] in het Stedelijk Museum te Amsterdam
- Kazimir Malevich - De jaren van de figuratie van 23 november 2014 tot 16 maart 2015[9] in het Drents Museum te Assen

## Galerij

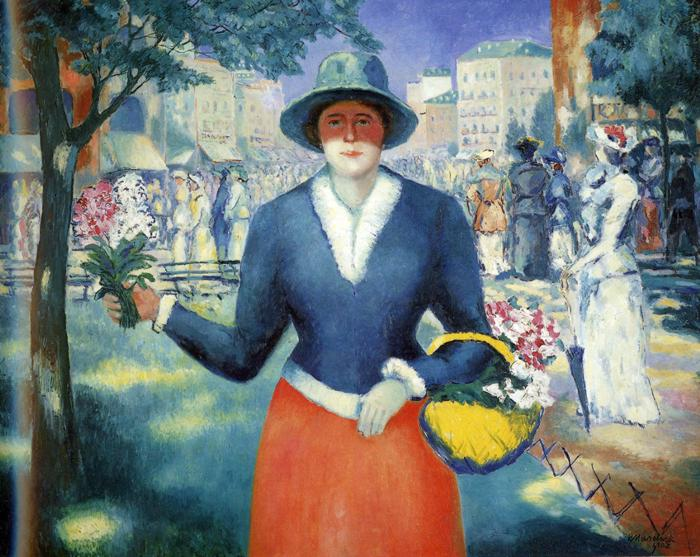
Flower Girl, 1903, Russisch Museum, St-Petersburg
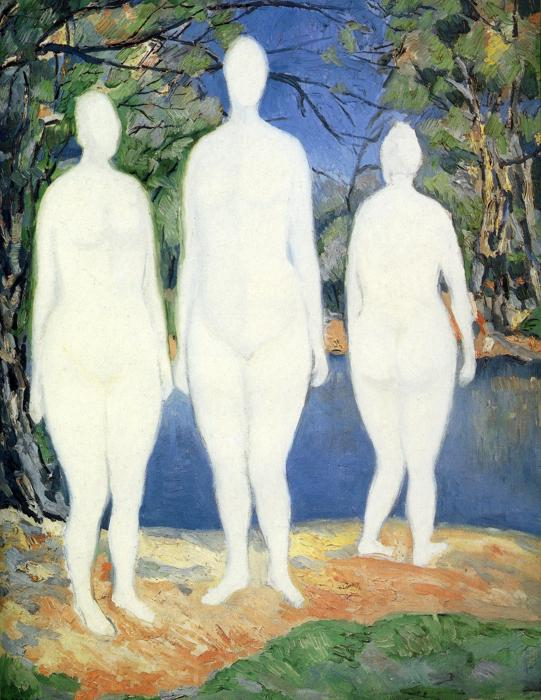
Bathers, 1908, Russisch Museum, St-Petersburg
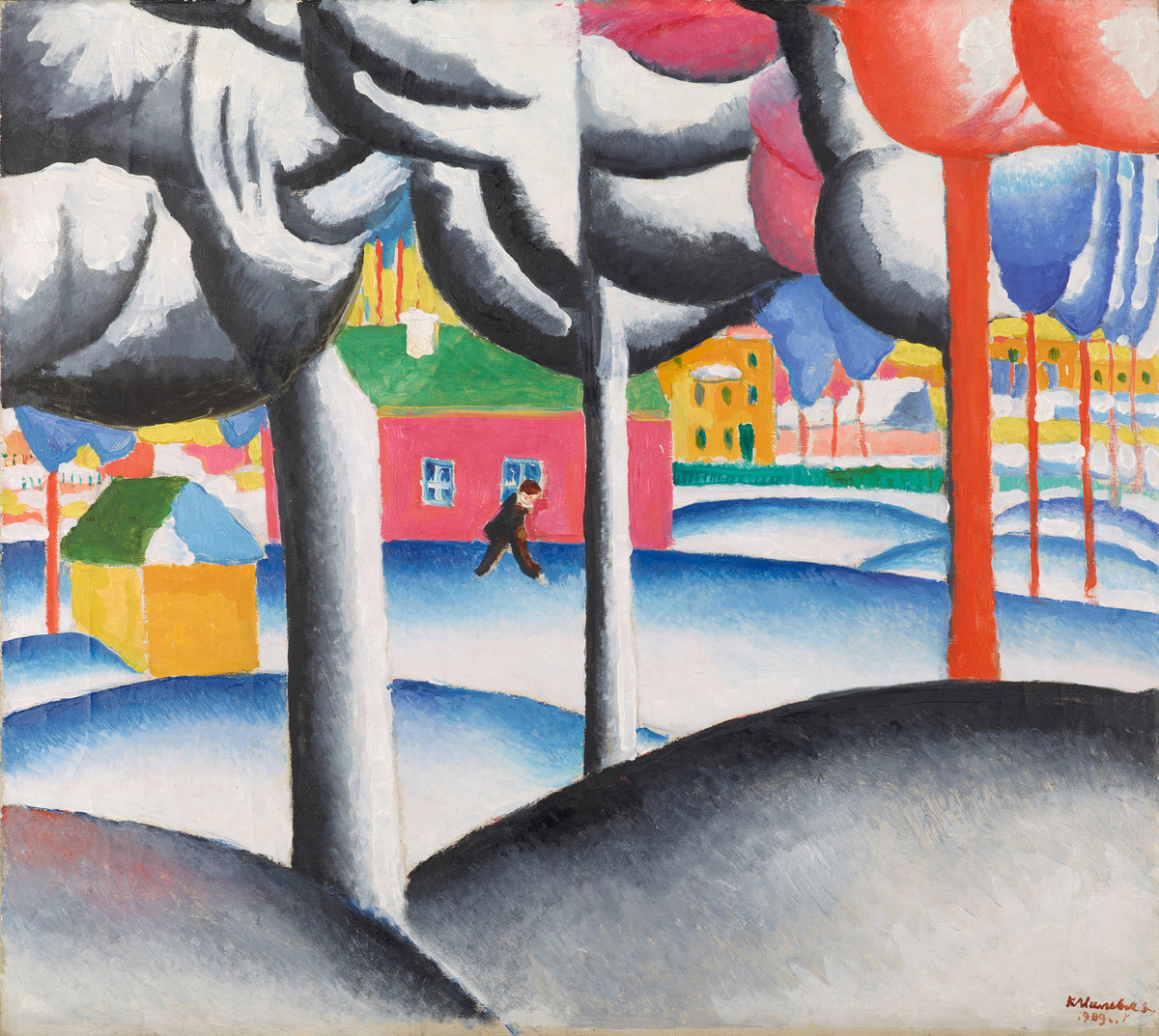
Winter, 1909, Museum Ludwig, Keulen
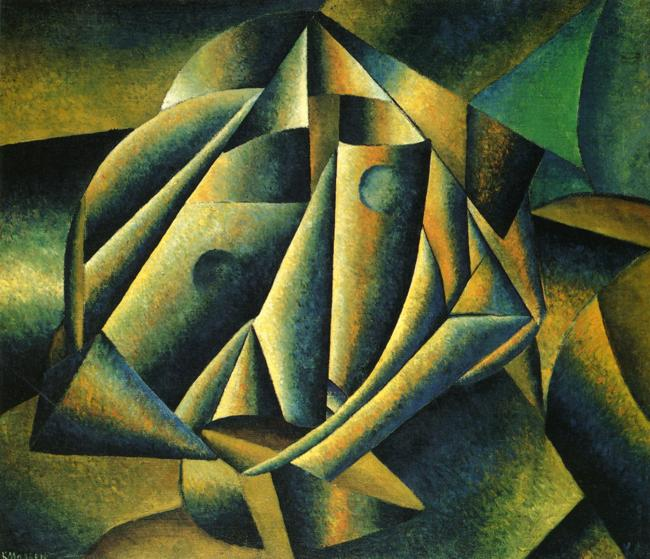
Head of a Peasant Girl, 1912-1913, Stedelijk Museum, Amsterdam
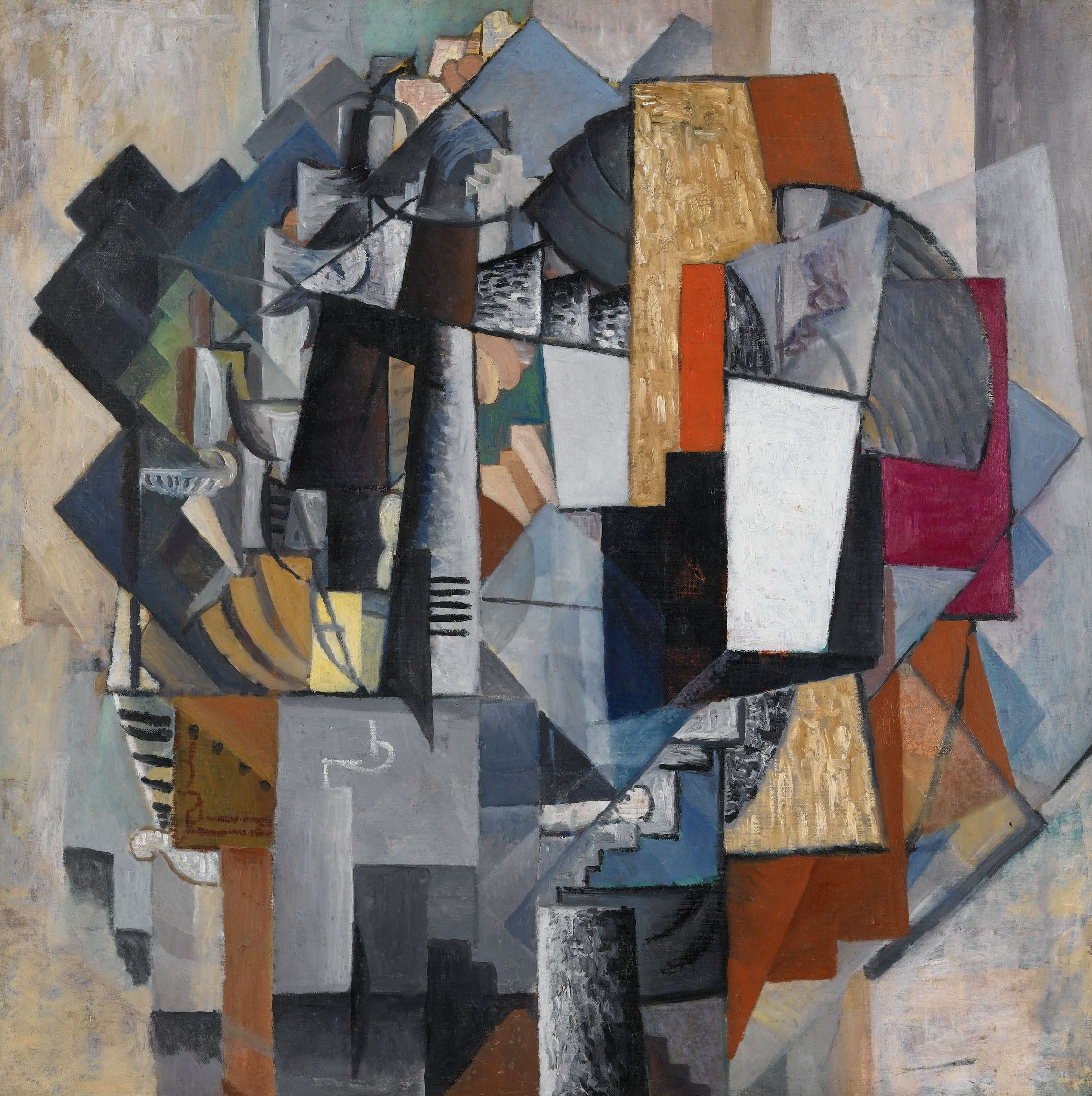
Bureau and Room, 1913, Stedelijk Museum, Amsterdam
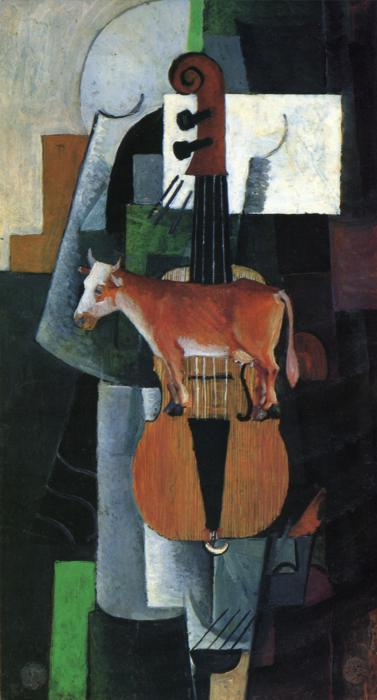
Cow and Fiddle, 1913, Russisch Museum, St-Petersburg
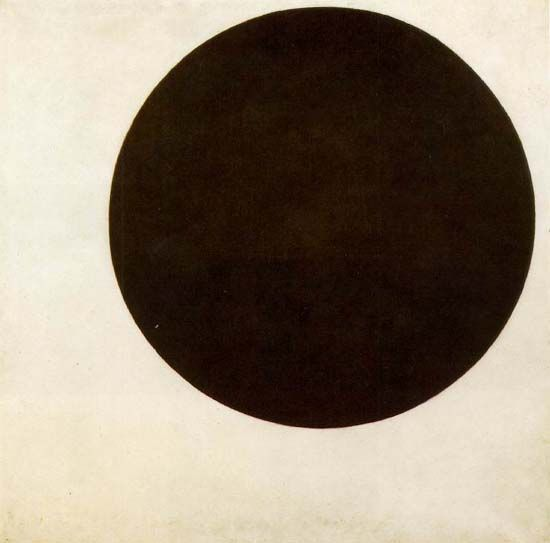
Black Circle, signed 1913, painted 1915, Russisch Museum, St-Petersburg
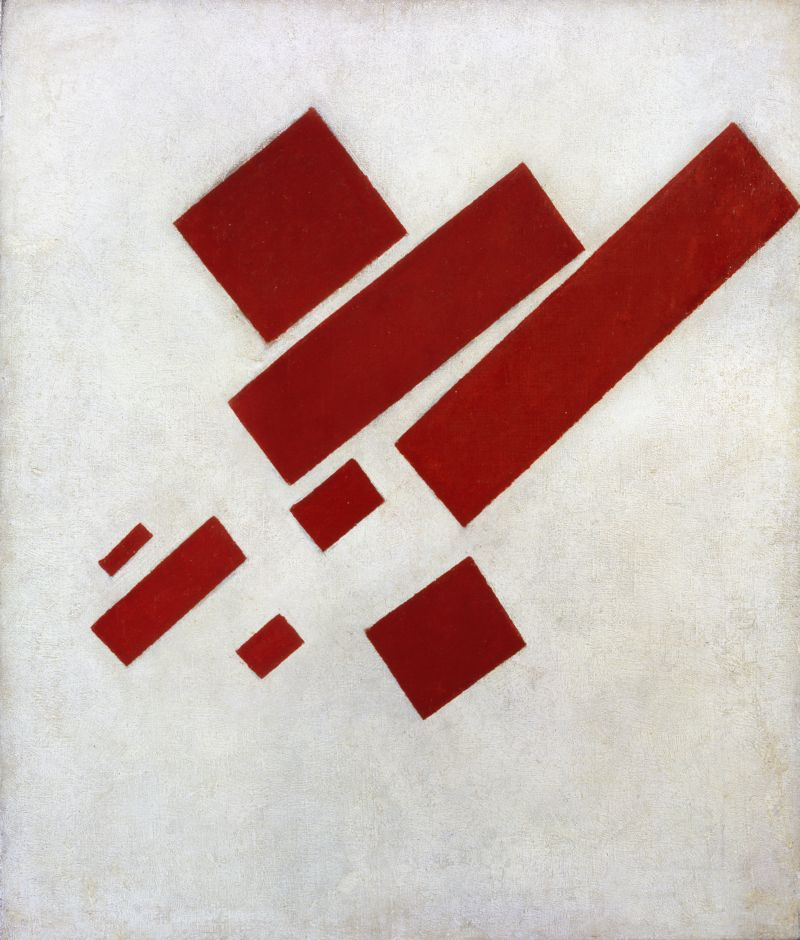
Suprematistische compositie (met acht rode rechthoeken), 1915, Stedelijk Museum, Amsterdam
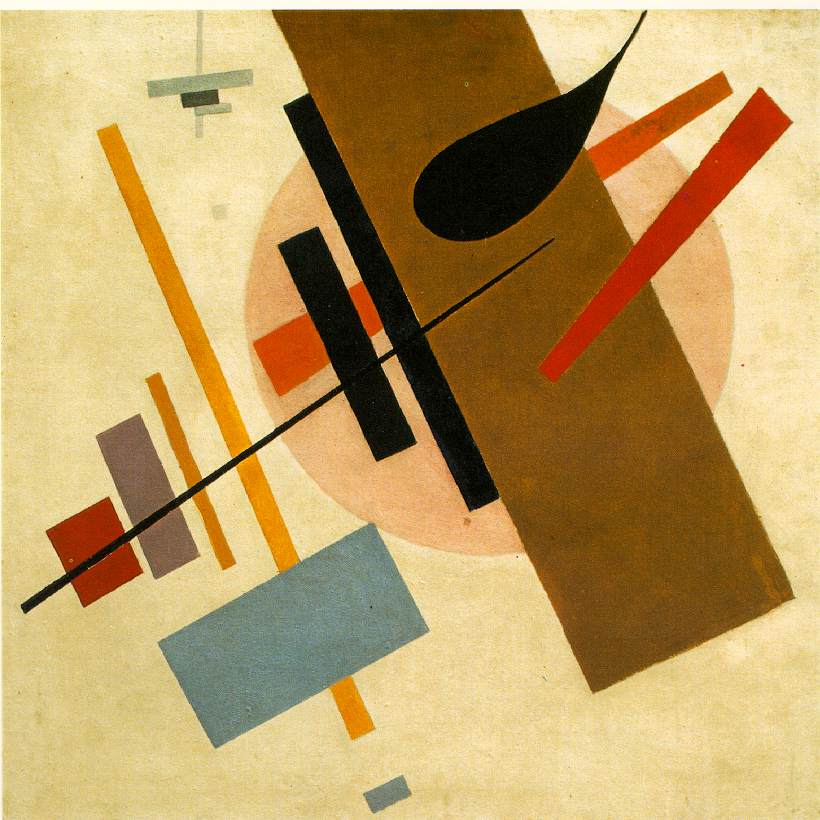
Suprematism, 1916, Museum of Art, Krasnodar
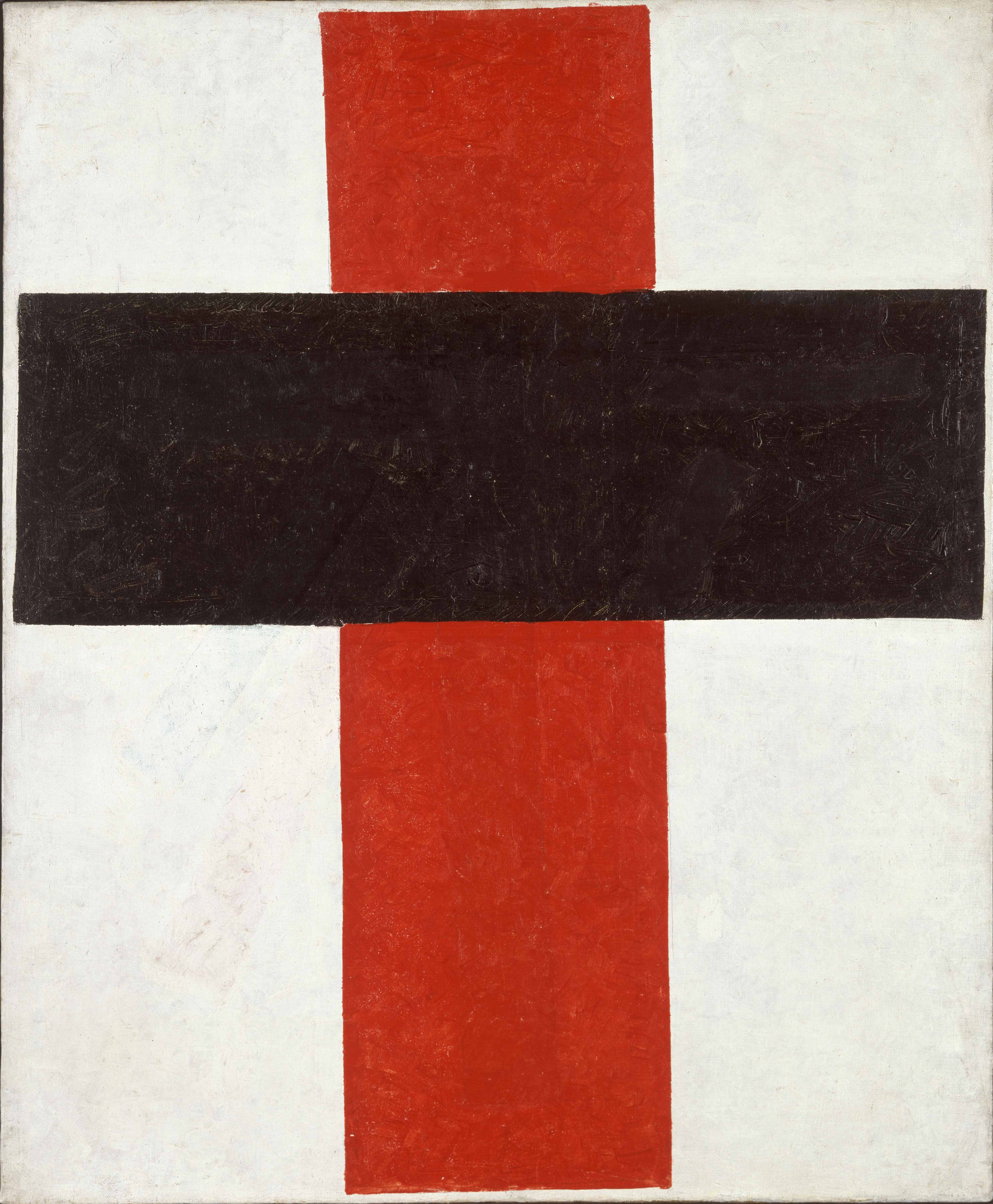
Suprematism, 1921-1927, Stedelijk Museum, Amsterdam
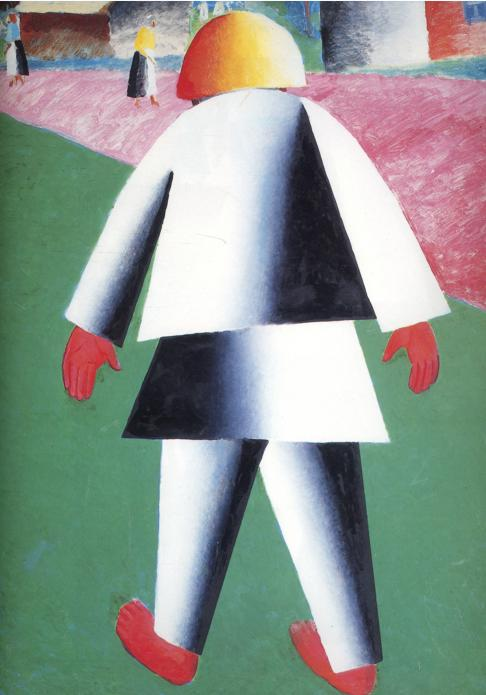
Boy, 1928-1932, Russisch Museum, St-Petersburg
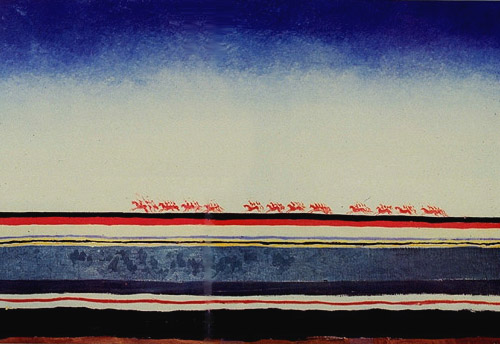
Red cavalry, 1928-1932
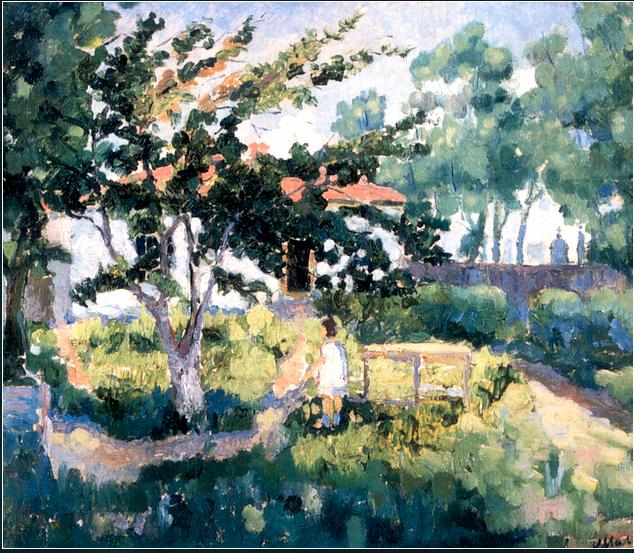
Summer Landscape, 1929, Russisch Museum, St-Petersburg
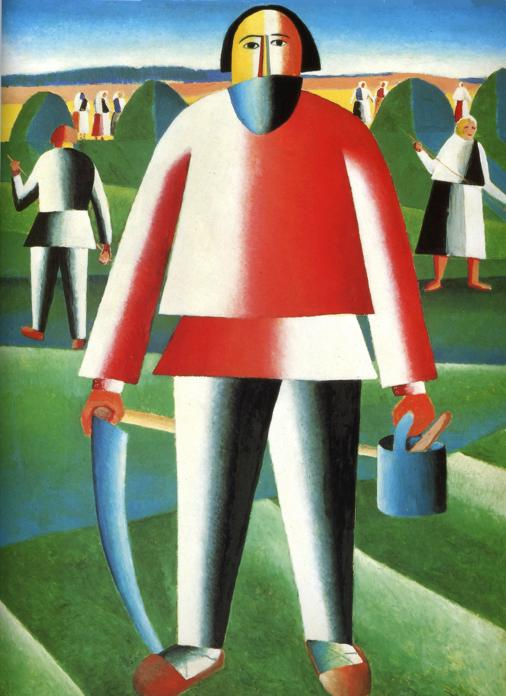
Mower, 1930, Tretjakovgalerij, Moskou
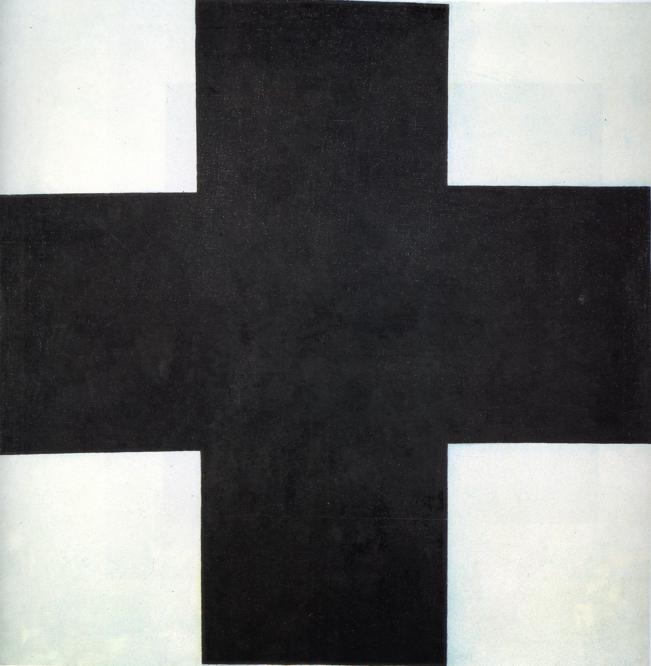
het symbool van Laibach, nadat hun naam verboden was